# هغینه داویتیان
هغینه داویتیان (ارمنی: Հեղինե Դավիթյան؛  زادهٔ ۱۹۰۱ - درگذشته ۱۹۹۳)، نویسنده و کارشناس علوم پرورشی ارمنی‌تبار اهل ایران-ایالات متحده آمریکا بود.

## زندگی‌نامه
وی در ۱۹۰۱ در تهران به دنیا آمد و از مدرسه میسیونرهای آمریکایی در تهران (۱۹۱۹) فارغ‌التحصیل شد. وی در نور گیر و پایکار فعالیت می‌کرد از ۱۹۳۷ در ایالات متحده آمریکا سکونت داشت. وی در ۱۹۹۳ در سن ۹۲ سالگی در بوستون درگذشت.